# Алас, Хайме
Ха́йме Энри́ке А́лас Мора́лес (исп. Jaime Enrique Alas Morales; род. 30 июля 1989[…], Сан-Сальвадор) — сальвадорский футболист, полузащитник клуба «Мунисипаль» и сборной Сальвадора.

## Клубная карьера
Алас начал свою карьеру в возрасте 16 лет в сальвадорской команде «Сан-Сальвадор» в 2006 году. В том же году он перешёл в аргентинский «Ривер Плейт», где выступал за резервную команду. В 2010 году Алас вернулся в Сальвадор, где выступал за «Луис Анхель Фирпо». 16 сентября в матче против «Онсе Мунисипаль» Алас забил первый гол за команду. Летом 2012 года Хайме перешёл в норвежский «Русенборг», подписав контракт до 2015 года. 2 августа в отборочном матче Лиги Европы против швейцарского «Серветта» он дебютировал за новый клуб. 5 августа в поединке против «Олесунна» Алас дебютировал за «Русенборг» в Типпелиге.
17 июля 2013 года был передан в аренду клубу американскому «Сан-Хосе Эртквейкс» до конца года. 4 августа в матче против Чивас США он дебютировал в MLS.
В поисках игровой практики в начале 2014 года Хайме перешёл в мексиканский «Бальенас Галеана» из Лиги Ассенсо. Сыграв несколько матчей он перешёл в «Ирапуато», но не сыграв ни минуты летом вернулся на родину. Его новой командой стал ФАС. 21 сентября в матче против «Санта-Теклы» Алас дебютировал за новый клуб. 2 ноября в поединке против «Агилы» Хайме забил свой первый гол за ФАС.
В начале 2015 года Алас перешёл в гватемальский «Мунисипаль». 1 февраля в матче против «Малакатеко» он дебютировал в чемпионате Гватемалы. 26 октября 2016 года в поединке против «Малакатеко» Хайме забил свой первый гол за «Мунисипаль».

## Международная карьера
9 октября 2010 года в товарищеском матче против сборной Панамы Алас дебютировал за сборную Сальвадора. 15 января 2011 года в поединке Центральноамериканского кубка против сборной Никарагуа Хайме забил свой первый мяч за национальную команду.
В том же году в составе национальной сборной Алас принял участие в розыгрыше Золотого кубка КОНКАКАФ. На турнире он принял участие в матчах против сборных Панамы, Мексики, Кубы и Коста-Рики.
В 2015 году в составе сборной Хайме принял участие в розыгрыше Золотого кубка КОНКАКАФ. На турнире он сыграл в матчах против сборных Канады, Коста-Рики и Ямайки.
В 2019 году Алас был включён в состав сборной Сальвадора на Золотой кубок КОНКАКАФ.

### Голы за сборную Сальвадора
| #   | Дата            | Место                                | Противник         | Результат | Соревнование                        |
| --- | --------------- | ------------------------------------ | ----------------- | --------- | ----------------------------------- |
| 01. | 14 января 2011  | Роммель Фернандес, Панама, Панама    | Никарагуа         | 0:2       | Центральноамериканский кубок 2011   |
| 02. | 16 января 2011  | Роммель Фернандес, Панама, Панама    | Белиз             | 5:2       | Центральноамериканский кубок 2011   |
| 03. | 29 марта 2011   | Кускатлан, Сан-Сальвадор, Сальвадор  | Ямайка            | 2:3       | Товарищеский матч                   |
| 04. | 11 октября 2011 | Кускатлан, Сан-Сальвадор, Сальвадор  | Каймановы острова | 4:0       | Чемпионата мира 2014 (квалификация) |
| 05. | 29 мая 2012     | Коттон Боул, Даллас, США             | Молдавия          | 2:0       | Товарищеский матч                   |
| 06. | 16 января 2011  | Провиденс Стэдиум, Провиденс, Гайана | Гайана            | 3:2       | Чемпионата мира 2014 (квалификация) |